# Corcelles, Neuchâtel
Corcelles är en ort i kommunen Neuchâtel i kantonen Neuchâtel i Schweiz. Den ligger cirka 4 kilometer väster om Neuchâtel. Orten har 2 962 invånare (2023).
Före den 1 januari 2021 tillhörde Corcelles kommunen Corcelles-Cormondrèche.